# رازنومویکا
رازنومویکا (انگلیسی: Raznomoyka) یک شهرک در شهرستان کویورگازینسکی جمهوری باشقیرستان در کشور روسیه است.